# Анабарски залив
Анаба̀рският залив (на руски: Анабарский залив) е залив на море Лаптеви, в крайната северозападна част на Република Якутия, в Русия.
Разположен е в югозападната част на море Лаптеви, между материковия бряг на юг и полуостров Нордвик на запад. На север и североизток е широко отворен. Вдава се в сушата на 67 km, ширина във входа 76 km, във вътрешната част 7-9 km, преобладаващи дълбочини от 3 до 12 m. На юг още повече се стеснява и преминава в Анабарската губа. В южната му част се вливат реките Анабар и Уеле. От октомври до юли е покрит с ледове.
Първото физикогеографско изследване на залива и бреговете му е извършено от руския изследовател Едуард Тол през 1893 г., а топографът на експедицията Евгений Шилейко извършва детайлна топографска снимка на бреговете му.

## Топографски карти
- S-49,50; М 1:1 000 000[2]